# Thijs Niemantsverdriet
Thijs Niemantsverdriet (1978) is een Nederlandse journalist, werkzaam voor NRC.

## Leven en werk
Niemantsverdriet studeerde geschiedenis in Amsterdam en Oxford. Hij werkte van 2004 tot 2012 als redacteur van Vrij Nederland. en had een wekelijkse column op BNR Nieuwsradio. In 2007 won hij De Tegel, jaarprijs voor de journalistiek, voor zijn portretten van europarlementariër Joost Lagendijk en staatssecretaris van Buitenlandse Zaken Frans Timmermans. Sinds 2012 werkt Niemantsverdriet voor NRC Handelsblad (sinds 2022: NRC), aanvankelijk als politiek redacteur, daarna als Amsterdam-correspondent en anno 2025 als sportverslaggever (met name wielrennen, schaatsen en ultra-atletiek).